# Guatteria guentheriana
Guatteria guentheriana är en kirimojaväxtart som beskrevs av Friedrich Ludwig Diels. Guatteria guentheriana ingår i släktet Guatteria och familjen kirimojaväxter. Inga underarter finns listade i Catalogue of Life.